# Ponto anfidrómico

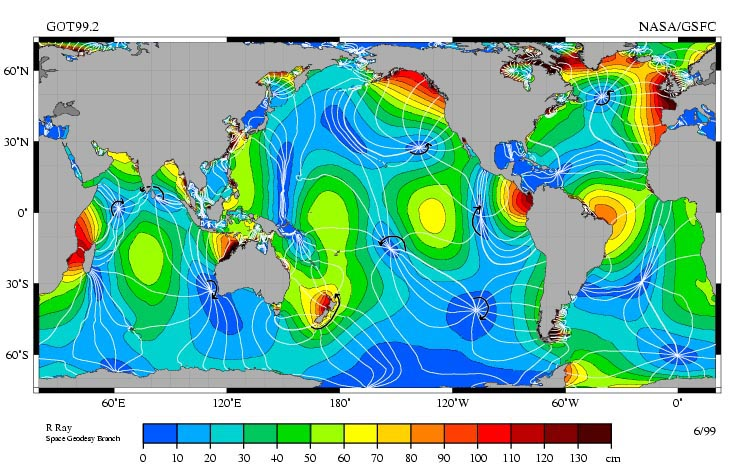
Variação da amplitude da constituinte harmónica M_{2}, com a amplitude indicada pela escala de cor. As linhas são cotidais espaçadas a intervalos de fase de 30° (um pouco mais de 1 hr). Os pontoa anfidrómicos são as áreas a azul mais escuro para onde convergem as linhas.

Ponto anfidrómico é a designação dada em oceanografia aos pontos em que é nula a amplitude de um dos constituintes harmónicos da maré e a partir do qual a amplitude de maré (a amplitude pico-a-pico, ou seja a diferença entre a maré alta e maré baixa) para esse constituinte harmónico com a distância àquele ponto. Estes pontos são frequentemente designados por nodos tidais oiu nodos de maré e o seu conjunto em cada oceano por sistema anfidrómico.
O termo ponto anfidrómico deriva dos termos gregos amphi (em torno) e dromos (correr), uma referência à rotação das marés em torno desses pontos.